# Oliver Hardy

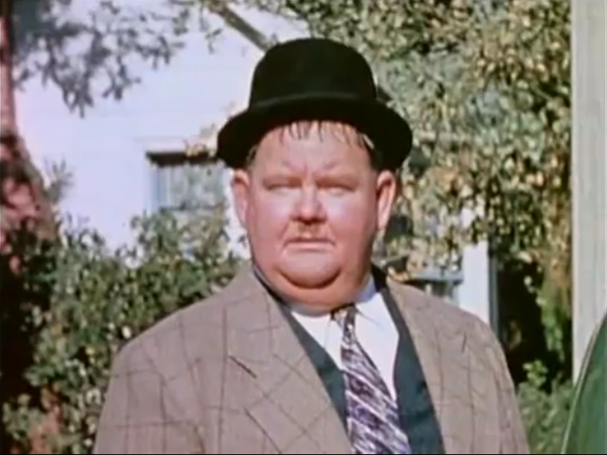

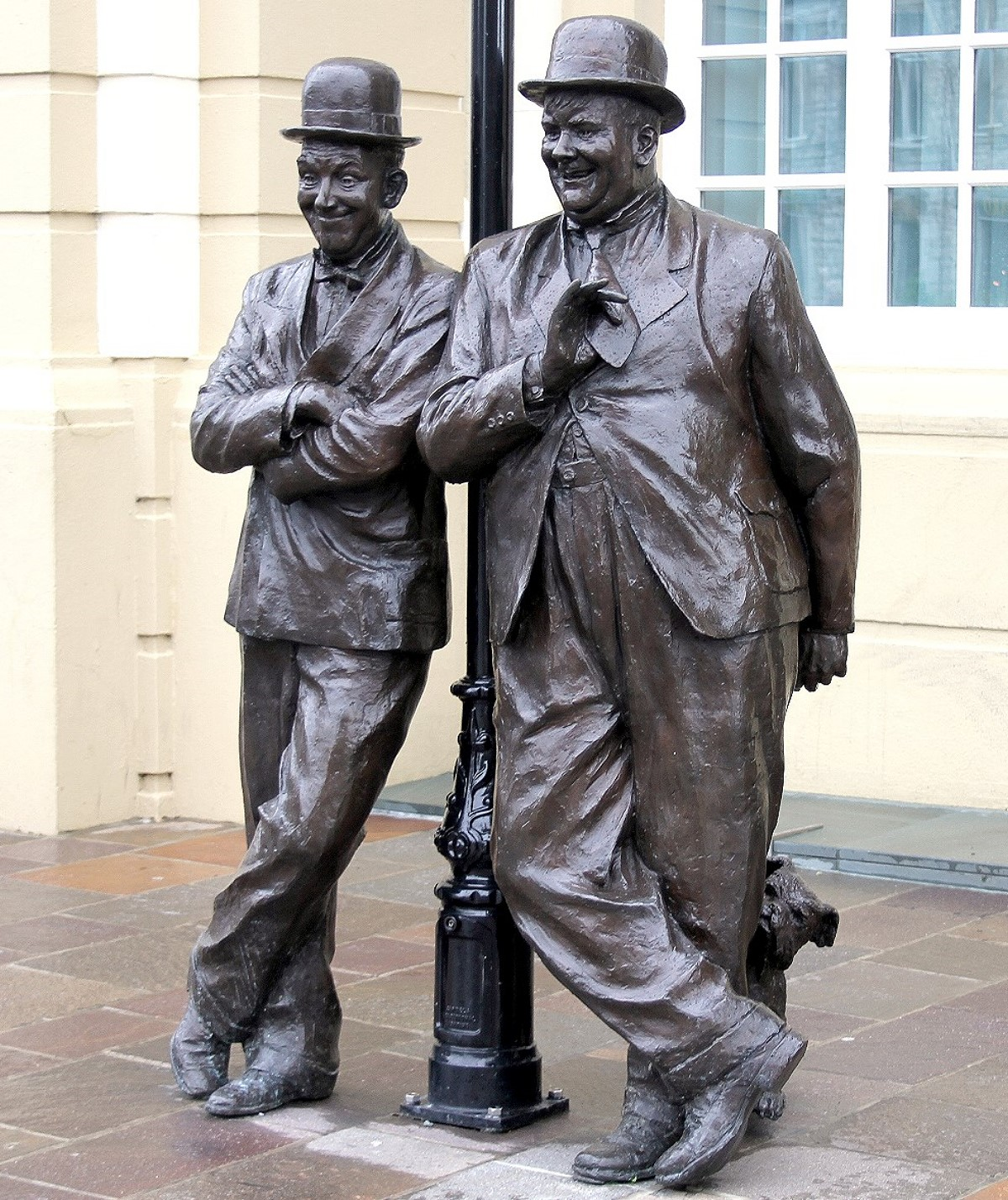
Estatuas de Stan Laurel y Oliver Hardy

Norvell Hardy (Harlem, Georgia, 18 de enero de 1892-Los Ángeles, California, 7 de agosto de 1957), más conocido como Oliver Hardy, fue un actor y humorista estadounidense. Es recordado por ser miembro de una de las parejas cómicas más reconocidas del cine, El Gordo y el Flaco (Laurel y Hardy), con su amigo Stan Laurel.

## Primeros años
Los padres de Hardy eran de origen inglés y escocés. Su padre, Oliver, era un veterano Confederado que fue herido en la batalla de Antietam el 17 de septiembre de 1862. Después de la guerra trabajó como capataz para el ferrocarril Georgia Southern Railroad, supervisando la construcción de la vía entre Augusta y Madison. Se casó con la viuda Emily Norvell el 12 de marzo de 1890; era el segundo matrimonio de Emily, y el tercero de Oliver, que moriría antes de que Norvell cumpliera un año.  
Cuando nació Hardy, la familia se había trasladado a Harlem, Georgia. Hardy era un niño problemático. No estaba interesado en la educación, pero adquirió un temprano interés por la música y el teatro, posiblemente de los clientes del hotel que regentaba su madre al quedarse viuda. Se escapó de casa para unirse a un grupo de teatro, y más tarde se fugó de un internado cerca de Atlanta. La madre reconoció su talento para el canto y le envió a Atlanta para estudiar música y canto con un prestigioso maestro de música, pero Hardy se saltaba sus lecciones para ir a cantar a una casa de vodevil. Entonces su madre lo envió a un colegio militar, donde lo pasó mal, pero no suavizó su carácter. Después de jugar con la idea de estudiar derecho en Georgia, decidió seguir sus impulsos y empezar una carrera como cantante.
En 1910 se abrió una sala de cine en su futura ciudad de residencia, Milledgeville, y consiguió el trabajo de proyeccionista, taquillero, portero y encargado. Pronto se sintió atraído con la nueva industria de las películas, que veía cada noche mientras las proyectaba. Estaba convencido de que era capaz de hacerlo tan bien como aquellos actores que veía en la pantalla. Además había otro factor: Hardy siempre había sido un niño muy obeso, y eso lo acomplejaba, y el hecho de ver cómo un actor también obeso, Roscoe Arbuckle, era una de las grandes estrellas del cine del momento y que usaba el sobrenombre de Fatty, le estimuló para iniciar su propia carrera cinematográfica.
Un amigo le sugirió que se trasladara a Jacksonville, ya que allí se estaban haciendo películas. Lo hizo en 1913, trabajando como cantante de cabaret y vodevil por las noches, y consiguiendo trabajo en los estudios Lubin durante el día. En aquella época conoció y se casó con la que sería su primera mujer, la pianista Madelyn Saloshin.

## Carrera en solitario
Al año siguiente actuó en su primera película, Outwitting Dad, para el estudio Lubin. Se hizo llamar Oliver Norvell Hardy, en honor a su padre. En su vida personal era conocido como Babe Hardy, apodo que le dio un barbero italiano, que mientras aplicaba polvos de talco en las mejillas de Oliver le decía: nice-a-bab-y. En muchas de sus últimas películas con Lubin era presentado como Babe Hardy.
Hardy era un hombre grande, de 1,83 metros de altura y hasta 125 kilos de peso. Ese tamaño le limitó a la hora de poder hacer determinados papeles. A menudo era seleccionado para el papel del "tipo duro" o villano. Pero también tuvo papeles en pequeñas comedias, su tamaño complementaba su buen carácter.
Durante el primer semestre de 1914 viajó a Buenos Aires y realizó actuaciones vestido de gaucho en el Pabellón de las Rosas y luego en el Parque Japonés situado en el barrio de Retiro, pero no logró mucho éxito y volvió a su país.
En 1915 había hecho cincuenta cortos de un solo rollo para el estudio Lubin. Se trasladó a Nueva York donde también actuó en las compañías Pathé, Casino y los Estudios Edison. Al volver a Jacksonville hizo películas para las compañías Vim y King Bee. Allí trabajó con el imitador de Charles Chaplin, Billie West, y con la actriz cómica Ethel Burton Palmer (Hardy continuó representando el papel de villano en películas del oeste al principio de la década de los veinte, a menudo imitando al Eric Campbell de las películas de Chaplin). En 1917 Hardy se trasladó a Los Ángeles y trabajó por cuenta propia para varios estudios de Hollywood. Al año siguiente aparecería en la película The Lucky Dog, producida por G. M. (Broncho Billy) Anderson y protagonizada por un joven actor inglés llamado Stan Laurel. Hardy interpretaba a un ladrón que intentaba atracar al personaje de Laurel. Tardarían bastantes años en volver a trabajar juntos.
Entre 1918 y 1923 Oliver Hardy hizo más de cuarenta películas para Vitagraph, en el papel de «matón» para Larry Semon. En 1919 se separaría de su esposa, para posteriormente divorciarse en 1920, debido a infidelidades de Babe. Pero un año después, el 24 de noviembre de 1921, Babe se volvería a casar con la actriz Myrtle Reeves. Este matrimonio tampoco funcionó, ya que Myrtle cayó poco a poco en el alcoholismo.
En 1924 Hardy entró en la compañía Hal Roach Studios trabajando en las películas Our Gang y con Charlie Chase. En 1925 actuó en Yes, Yes, Nanette! protagonizada por Jimmy Finlayson, que años más tarde se convertiría en uno de los actores fijos de las películas de Laurel y Hardy. La película tuvo como director a Stan Laurel. Hardy continuó haciendo papeles secundarios en películas de Clyde Cooke y Bobby Ray.
En 1926 una pierna de cordero cambió el futuro tanto de Oliver como de Stan. Hardy había sido elegido para aparecer en la película Get 'Em Young pero fue inesperadamente hospitalizado al quemarse con una pierna de cordero asada. Laurel, que había estado trabajando en Roach Studios como hombre de gags y director le sustituyó. A partir de ahí Laurel empezó a trabajar más tiempo frente a la cámara que detrás de ella, y aquel mismo año volvería a aparecer en una película con Hardy, 45 Minutes from Hollywood, aunque no compartieran ninguna escena.

## Laurel y Hardy

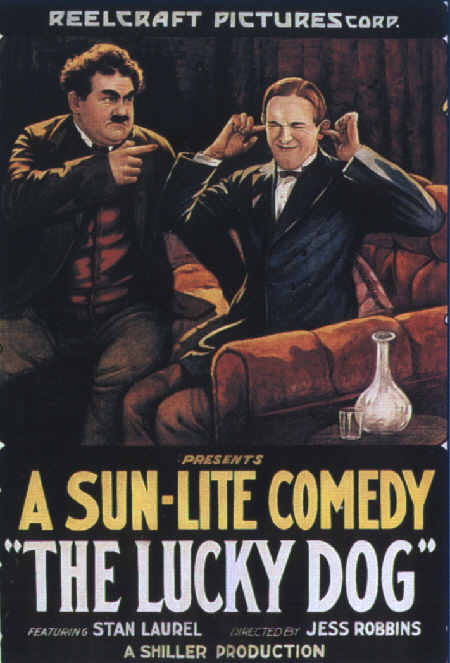
Cartel de The Lucky Dog, 1919.

En 1927, Laurel y Hardy protagonizarían sus primeras películas Slipping Wives, Sopa de ganso (no confundir con la película del mismo nombre de los Hermanos Marx) y With Love and Hisses, aunque aún no formaban pareja cómica, sino que eran dos actores independientes que participaban en las mismas películas. El director de supervisión de Roach Studios, Leo McCarey, vio el potencial de la pareja y probablemente fue quien alentó a los cómicos de que formaran un dúo, lo cual se hizo realidad a finales de aquel año. Se había creado uno de los equipos cómicos más famosos de todos los tiempos.
Empezaron a producir una ingente cantidad de cortometrajes, incluyendo La batalla del siglo (1927) (con una de las batallas de tartas más grandes jamás filmada), Should Married Men Go Home? (1928), Two Tars (1928). Unaccustomed As We Are en 1929 marcaría su transición, fácil, en el cine sonoro. Berth Marks (1929), Blotto (1930), Brats (1930) (con Stan y Ollie haciendo de ellos mismos y de sus hijos, usando enormes muebles para las escenas de los pequeños Laurel y Hardy), Another Fine Mess (1930), Be Big! (1931), entre otras. En 1929 aparecieron en su primera película formando parte del elenco de actores que aparecieron en Hollywood Revue of 1929 (películas promocionales) y al año siguiente aparecieron como contraste cómico del cantante de ópera Lawrence Tibbets] (y en Technicolor) en la película La canción de la estepa. Esta película marcaría su primera aparición en color. En 1931 hicieron su primer largometraje como protagonistas, Pardon Us. Pero siguieron haciendo cortometrajes hasta 1935. Su mayor reconocimiento llegó cuando la película La caja de música (1932) logró el premio Oscar de la academia al mejor cortometraje; sería el único que ganarían.
En 1932 Laurel y Hardy iniciaron un tour de seis semanas por Gran Bretaña, el país de origen de Laurel. Se había previsto un viaje tranquilo, ya que no estaban seguros de cómo iban a ser recibidos en la vieja Europa y se vieron sorprendidos por las grandes multitudes de personas que les recibieron y les siguieron a cualquier lugar donde fueran. A raíz de eso se decidió alargar la gira ampliándola a Escandinavia, Bélgica, Francia e incluso actuaron una vez para el rey Jorge VI y la reina Isabel. La gira finalmente se extendió más de un año.
En 1933 rodaron la que se considera su mejor película, Compañeros de juerga (Sons of the Desert), cuya repercusión fue tal que el título de la película fue escogido para el club de fanes más importante que hayan tenido Oliver y Stan, en activo hoy día.
En 1936 la vida de Hardy sufrió un nuevo golpe al divorciarse de su segunda esposa Myrtle. En 1939, mientras esperaba que los problemas contractuales entre Laurel y Hal Roach se resolvieran (Laurel fue despedido y readmitido un tiempo después), Hardy hizo una película, Zenobia, con la famosa estrella de cine cómico mudo Harry Langdon, cuya carrera había caído en picado cuando llegó el sonoro. La pareja no funcionó y Roach reconoció que el público lo que quería era ver a Laurel y Hardy. Así que finalmente los problemas de contrato se resolvieron y el dúo fue "prestado" al General Services Studio para protagonizar The Flying Deuces. En aquella ocasión el destino favoreció a Hardy, ya que allí conoció y se enamoró de Virginia Lucille Jones, una Script Girl. Se casaron al año siguiente y acompañó a Hardy hasta el día de su muerte.
Laurel y Hardy también trabajaron para la USO (United Service Organizations, organización de voluntarios para levantar la moral de las tropas estadounidenses en el mundo) apoyando a las tropas aliadas durante la Segunda Guerra Mundial. También realizaron A Chump at Oxford (1940) (donde por un momento se invierten los papeles, estando Hardy a las órdenes de un expeditivo Laurel) y Saps at Sea (1940).
A principios de 1941 las películas de Laurel y Hardy se volvieron de peor calidad. Abandonaron Roach Studios e hicieron películas para la 20th Century Fox primero, y posteriormente para MGM. Pero a pesar de que sus salarios se incrementaron sensiblemente (Laurel siempre cobró más que Hardy) en los grandes estudios tenían muy poco control sobre sus películas, y aquellas películas carecían de la calidad y del sentido del humor y el ritmo que los había hecho mundialmente famosos.
En 1949 John Wayne, amigo de Hardy, le preguntó si quería actuar como actor de reparto en la película The Fighting Kentuckian. Hardy ya había trabajado con Wayne y John Ford unos años antes en una producción benéfica de la obra What Price Glory?, mientras Laurel se recuperaba de un tratamiento para su diabetes. Escéptico al principio, Hardy al fin aceptó alentado por Laurel. Poco después Frank Capra invitó a Hardy a hacer un cameo en la película Riding High con Bing Crosby (1950). Hardy demostró que era un buen actor y da una idea de lo que hubiera sido su carrera si hubiera tomado otras vías de actuación.
En 1951 hicieron su última película, Robinsones atómicos (también conocida como Utopía). El argumento era simple: Laurel hereda un barco y los chicos se hacen a la mar, descubriendo una nueva isla, rica en uranio, que los hace poderosos, desencadenado una guerra de poder con los nuevos visitantes de la isla. La película estaba producida por un consorcio de intereses europeos, con un reparto internacional que eran incapaces de entenderse entre ellos. Se ve a un Hardy sensiblemente más obeso y un Laurel visiblemente enfermo, que, por añadidura, tuvo que reescribir el guion para adaptarlo al estilo de comedia del dúo. Fue un rodaje difícil y una muestra de la decadencia final de la famosa pareja.
En 1952 volvieron a hacer una gira por Europa, cuyo gran éxito provocó que volvieran en 1953, pero esta última se suspendió al sufrir Hardy un pequeño ataque al corazón.
En 1955 la pareja fue contratada por Hal Roach Jr (que le había comprado el estudio a su padre) para producir una serie de televisión llamada Laurel and Hardy's Fabulous Fables, pero este proyecto nunca se llevó a cabo. La última aparición pública de la pareja fue ese mismo año en un fragmento de un programa de la BBC.

## Últimos años
Hardy, preocupado por su excesivo peso (su corazón ya le dio un susto durante una gira británica en 1953) decidió, en 1956, someterse a una dieta estricta y bajó de 159 kilos a 95. Su transformación física fue absoluta e incluso provocó el estupor de sus amigos, que no reconocían a "Ollie" en aquella esbelta figura. Esto perturbó a Hardy que a partir de entonces se recluyó en casa aquejado de depresión.
En la mañana del 14 de septiembre de 1956 sufrió un derrame cerebral masivo que le inmovilizó todo el cuerpo. Estuvo hospitalizado hasta el 13 de octubre, cuando fue dado de alta y puesto al cuidado de su esposa y unas enfermeras especiales. Sólo podía mover mínimamente el brazo y la pierna izquierdos y no podía hablar. Poco después se le diagnosticó un cáncer y el gran cuerpo de Oliver Hardy se encogió hasta pesar menos de 55 kilos y en fase terminal. Laurel, aún recuperándose de su propio derrame cerebral, le visitaba cuando había esperanzas de que estuviera lúcido.
Falleció tras una serie de derrames cerebrales convulsivos a las 7:25 de la mañana del 7 de agosto de 1957 a sus 65 años. La causa de la muerte se registró como accidente cerebrovascular grave.
Oliver Hardy fue despedido con ritos masónicos en el depósito de cadáveres Pierce Brothers Beverly Hills Mortuary a la una de la tarde del 19 de agosto. El cuerpo fue incinerado y las cenizas fueron enterradas en el Garden of Hope, la sección masónica del Valhalla Memorial Park, en North Hollywood.
Stan Laurel no asistió al funeral por prescripción médica. La prensa publicó un comentario suyo: «¿Qué puedo decir? Era como un hermano para mí. Éste es el final de la historia de Laurel y Hardy».

## Filmografía
- Filmografía de Oliver Hardy: películas de Hardy en solitario
- Filmografía de Laurel y Hardy